# Eugenio Scalfari
Eugenio Scalfari (6 de abril de 1924 – 14 de julho de 2022) foi um jornalista italiano, editor da revista de notícias L'espresso (1963-1968), membro do parlamento na Câmara dos Deputados italiana (1968-1972), cofundador do jornal La Repubblica e seu editor de 1976 a 1996. Em 2018, ele escreveu um artigo relacionado à sua entrevista com o Papa Francisco afirmando que o pontífice alegava que o inferno não existia.

## Publicações
- Petrolio in gabbia, con Ernesto Rossi e Leopoldo Piccardi, Bari, Laterza, 1955.
- I padroni della città, con Leone Cattani e Angelo Conigliaro, Bari, Laterza, 1957.
- Le baronie elettriche, con Josiah Eccles, Ernesto Rossi e Leopoldo Piccardi, Bari, Laterza, 1960.
- Rapporto sul neocapitalismo in Italia, Bari, Laterza, 1961.
- Il potere economico in URSS, Bari, Laterza, 1962.
- Storia segreta dell'industria elettrica, Bari, Laterza, 1963.
- L'autunno della Repubblica. La mappa del potere in Italia, Milão, Etas Kompass, 1969.
- Il caso Mattei. Un corsaro al servizio della repubblica, con Francesco Rosi, Bologna, Cappelli, 1972.
- Razza padrona. Storia della borghesia di Stato, con Giuseppe Turani, Milão, Feltrinelli, 1974.
- Interviste ai potenti, Milão, Arnoldo Mondadori Editore, 1979.
- Come andremo a incominciare?, con Enzo Biagi, Milão, Rizzoli, 1981.
- L'anno di Craxi (o di Berlinguer?), Milão, Mondadori, 1984.
- La sera andavamo in Via Veneto. Storia di un gruppo dal «Mondo» alla «Repubblica», Milão, Arnoldo Mondadori Editore, 1986; Collana Super ET, Torino, Einaudi, 2009, ISBN 978-88-061-9916-6.
- Incontro con Io, Milão, Rizzoli, 1994; Collana ET Scrittori, Torino, Einaudi, 2011, ISBN 978-88-062-0074-9.
- Denis Diderot, Il sogno di d'Alembert seguito da Il sogno di una rosa di Eugenio Scalfari, Collana La memoria, Palermo, Sellerio, 1994. - II ed. accresciuta, nuova Introduzione di E. Scalfari, Palermo, Sellerio, 2018, ISBN 978-88-389-3809-2.
- Alla ricerca della morale perduta, Milão, Rizzoli, 1995; Collana ET Scrittori, Torino, Einaudi, 2019, ISBN 978-88-062-4057-8.
- Il labirinto, Milão, Rizzoli, 1998; Collana Supercoralli, Torino, Einaudi, 2016, ISBN 978-88-062-3011-1.
- Attualità dell'Illuminismo, a cura di, Roma-Bari, Laterza, 2001.
- La ruga sulla fronte, Milão, Rizzoli, 2001; Collana ET Scrittori, Torino, Einaudi, 2010, ISBN 978-88-062-0075-6.
- Articoli, 5 voll., Roma, la Repubblica, 2004.
- Dibattito sul laicismo, a cura di E. Scalfari, Roma, La Biblioteca di Repubblica, 2005.
- L'uomo che non credeva in Dio, Collana Supercoralli, Torino, Einaudi, 2008, ISBN 978-88-061-9419-2.
- Per l'alto mare aperto. La modernità e il pensiero danzante, Collana Supercoralli, Torino, Einaudi, 2010, ISBN 978-88-062-0418-1.
- Scuote l'anima mia Eros, Collana Supercoralli, Torino, Einaudi, 2011, ISBN 978-88-062-0859-2.
- La questione morale. La storica intervista di Eugenio Scalfari, Reggio Emilia, Aliberti, 2011. - ed. ampliata, Prefácio de Luca Telese, Aliberti, 2012.
- Vito Mancuso-E. Scalfari, Conversazioni con Carlo Maria Martini, Collana Campo dei fiori, Roma, Fazi, 2012, ISBN 978-88-641-1635-8.
- La passione dell'etica. Scritti 1963-2012, a cura di Angelo Cannatà, Collezione I Meridiani, Milão, Mondadori, 2012, ISBN 978-88-04-61398-5.
- Papa Francesco-E. Scalfari, Dialogo tra credenti e non credenti, Torino, Einaudi, 2013, ISBN 978-88-062-1995-6.
- L'amore, la sfida, il destino. Il tavolo dove si gioca il senso della vita, Collana Supercoralli, Torino, Einaudi, 2013, ISBN 978-88-06-21850-8.
- Racconto autobiografico, Collana Passaggi, Torino, Einaudi, 2014, ISBN 978-88-06-21642-9.
- L'allegria, il pianto, la vita, Collana Supercoralli, Torino, Einaudi, 2015, ISBN 978-88-062-2822-4.
- L'ora del blu, Torino, Einaudi, 2019, ISBN 978-88-06-24176-6.
- Il Dio unico e la società moderna. Incontri con Papa Francesco e il Cardinale Carlo Maria Martini, Torino, Einaudi, 2019, ISBN 978-88-062-4386-9.